# Delfin 4

Logo von „Delfin 4“

Delfin 4 (Diagnostik, Elternarbeit, Förderung der Sprachkompetenz In Nordrhein-Westfalen bei 4-Jährigen) ist ein Sprachtest, der im Februar 2007 vorgestellt wurde und von März 2007 bis Juli 2014 für alle Kinder in Nordrhein-Westfalen vorgeschrieben war. Seit August 2014 gilt der Test in NRW nunmehr für Kinder, die keine Kindertageseinrichtung besuchen. Im Februar 2010 startete Delfin 4 in Sachsen-Anhalt, wurde aber 2013 wieder eingestellt.

## Testverfahren und Ergebnisse
Die Methodik wurde von der Pädagogin Lilian Fried an der Technischen Universität Dortmund entwickelt.
Es handelt sich um ein zweistufiges Verfahren, mit dem auf spielerische Weise die Sprachkompetenz und damit letztlich die Schulfähigkeit von Kindern zwei Jahre vor der Einschulung überprüft werden soll. Stufe 1 steht unter dem Oberthema „Besuch im Zoo“ und ähnelt dem Brettspiel „Mensch ärgere Dich nicht“. Der Test dauert ca. 25 Minuten. Kinder, bei denen die Sprachfähigkeit unklar blieb oder die nicht den Kindergarten besuchen, werden in der Stufe 2 („Besuch im Pfiffikus-Haus“) einzeln getestet. Sollten dann Defizite festgestellt werden, ist eine weitere Sprachförderung vorgesehen. Diese ist verbindlich. Pro Kind und Jahr werden dafür 350 € zur Verfügung gestellt. Die Förderung soll in Kindertagesstätten stattfinden.
Im Jahr 2007 waren ca. 180.000 Vierjährige zu untersuchen, die Tests wurden von Grundschullehrern durchgeführt. Es wurde geschätzt, dass ca. 50.000 bis 60.000 Kinder einen speziellen Förderbedarf haben. Nachdem erste regionale Ergebnisse vorlagen, wurde berichtet, dass mehr als 40 % der getesteten Vierjährigen an der zweiten Phase der Sprachstandserhebung teilnehmen mussten; so wurde aus Köln von einer „Durchfallquote“ in Einzelfällen von 60 bis 80 % berichtet. Viele Einrichtungen berichteten, dass die Kinder mit der ungewohnten Situation Schwierigkeiten hatten. Die bildungspolitische Sprecherin der Fraktion der Grünen im Landtag Nordrhein-Westfalen, Sigrid Beer, erklärte daher, die Landesregierung müsse das Verfahren „auf den Prüfstand stellen“.
In der im Jahre 2013 veröffentlichten Mercator-Studie erfüllt das Testverfahren lediglich 13 der 32 Qualitätskriterien für Sprachstandserhebungen im Elementarbereich und führte damit die Schlussgruppe an.

## In Sachsen-Anhalt
In Sachsen-Anhalt wurde Delfin 4 kontrovers diskutiert. Grundsätzlich wurde die Einführung begrüßt, Psychologen und Logopäden stellten aber die Standards in Frage. Das Ministerium verwies dagegen auf die guten Erfahrungen in Nordrhein-Westfalen.
2013 wurde die Anwendung des Tests in Sachsen-Anhalt wieder eingestellt, da er sich in der Praxis nicht bewährt hatte. Bemängelt wurde von Seiten der Erzieherinnen, dass die Prozedur des Testens nicht kindgerecht sei und dass Kinder, die mutmaßlich einer zusätzlichen Förderung oder Therapie bedurften, vom Test als unauffällig eingestuft wurden.

## In Nordrhein-Westfalen
Durch die zum 1. August 2014 in Kraft getretene Gesetzesänderung, mit der u. a. § 36 Abs. 2 Schulgesetz NRW angepasst worden ist, liegt die Feststellung der sprachlichen Entwicklung und die sich daraus ergebende Förderung der Kinder, die eine Kindertageseinrichtung besuchen, in der Hand der Kindertageseinrichtung selbst. Dies wird in Form von alltagsintegrierter Sprachbildung und Beobachtung umgesetzt.
Kinder, die keine Kindertageseinrichtung besuchen und Kinder, deren Eltern der Bildungsdokumentation in der Kindertageseinrichtung nicht zugestimmt haben, werden auch künftig mit dem Verfahren Delfin 4 überprüft. Für diese Kinder wird der Einzeltest „Besuch im Pfiffikushaus“ von Grundschullehrkräften oder sozialpädagogischen Fachkräften in den Grundschulen eingesetzt.
Wird auf der Grundlage des Sprachstandstests bei einem Kind, das keine Kindertageseinrichtung besucht, ein Bedarf an Sprachförderung festgestellt, wird den Eltern wie bisher empfohlen, ihr Kind in einer Kindertageseinrichtung anzumelden. Kommen die Eltern dieser Empfehlung nicht nach, so werden sie vom Schulamt verpflichtet, ihr Kind an einer vorschulischen Sprachfördermaßnahme in einer Kindertageseinrichtung oder in einem Familienzentrum teilnehmen zu lassen. Besucht das Kind bereits eine Kindertageseinrichtung und wird ein Bedarf an Sprachförderung festgestellt, erfolgt weiterhin eine alltagsintegrierte Sprachförderung durch die Kindertageseinrichtung.